# Tetairoa McMillan
Tetairoa McMillan (Waimanalo, 5 aprile 2003) è un giocatore di football americano statunitense che milita nel ruolo di wide receiver per i Carolina Panthers della National Football League (NFL).

## Carriera universitaria
McMillan trovò immediatamente spazio in campo nella sua prima stagione ad Arizona nel 2022. Nella sua prima partita ricevette 3 passaggi per 53 yard e un touchdown nella vittoria per 38–20 su San Diego State. Il 15 ottobre contro Washington ebbe 7 ricezioni per 132 yard e 2 touchdown nella sconfitta per 49–39. Chiuse la sua prima stagione guidando tutti i giocatori al primo anno con 702 yard ricevute e 8 touchdown.
Nel 2023 McMillan totalizzò 90 ricezioni per 1.402 yard (quinto della nazione) e 10 touchdown in tredici gare. Segnò due touchdown nella sconfitta contro Washington numero 7 del ranking, cui seguirono 141 yard ricevute contro USC numero 9. Nella vittoria per 42–18 su Utah numero 22, McMillan ebbe 116 yard ricevute, un touchdown e passò il suo primo touchdown in carriera. Contro Arizona State ricevette 11 passaggi per 266 yard e 2 two touchdown nella vittoria per 59–23. Per le sue prestazioni l'Associated Press lo inserì nella terza formazione All-American. Nell'Alamo Bowl 2023 contro Oklahoma numero 12 del ranking, McMillan ebbe 10 ricezioni per 160 yard nella vittoria per 38–24, con Arizona che chiuse la stagione con sette vittorie consecutive.
Dopo che il capo-allenatore Jedd Fisch lasciò Arizona per allenare Washington, McMillan decise di rimanere con gli Wildcats nella stagione 2024. Nella prima partita contro New Mexico ricevette 10 passaggi per un record scolastico di 304 yard, mentre pareggiò il primato di Arizona con quattro touchdown touchdown su ricezione nella vittoria per 61–39. Due settimane dopo ebbe un record personale di 11 ricezioni per 138 yard nella sconfitta contro Kansas State numero 14. Nella sconfitta contro West Virginia ebbe 10 ricezioni per 202 yard e un touchdown. Chiuse la stagione al terzo posto della nazione con 1.319 yard ricevute, venendo inserito nella prima formazione All-American. Fu anche finalista del Fred Biletnikoff Award, che andò a Travis Hunter.
Dopo la sua terza stagione nel college football, McMillan decise di passare tra i professionisti, lasciando Arizona con un record d'istituto di 3.423 yard ricevute in carriera..

## Carriera professionistica

### Carolina Panthers
McMillan era considerato uno dei migliori wide receiver selezionabili nel Draft NFL 2025. Il 24 aprile fu chiamato come ottavo assoluto dai Carolina Panthers.